# Мовила Верде (Констанца)
Мовила Верде (рум. Movila Verde) насеље је у Румунији у округу Констанца у општини Индепенденца. Oпштина се налази на надморској висини од 86 m.

## Становништво
Према подацима из 2002. године у насељу је живело 650 становника, од којих су сви румунске националности.